# L・B・アボット
レンウッド・バラード・"ビル"・アボット（Lenwood Ballard "Bill" Abbott）、通称L・B・アボット（L. B. Abbott, 1908年6月13日 - 1985年9月28日）は、アメリカ合衆国の特殊効果専門家、撮影監督、撮影技師である。
1957年より20世紀フォックスの特殊効果部長を務めた。全米撮影監督協会会員であった。

## 主なフィルモグラフィ

### 映画
- 地球の静止する日 The Day the Earth Stood Still (1951)
- 眼下の敵 The Enemy Below (1957)
- 地球の危機 Voyage to the Bottom of the Sea (1961)
- サウンド・オブ・ミュージック The Sound of Music (1965)
- ミクロの決死圏 Fantastic Voyage (1966)
- 猿の惑星 Planet of the Apes (1968)
- 明日に向って撃て! Butch Cassidy and the Sundance Kid (1969)
- パットン大戦車軍団 Patton (1970)
- ポセイドン・アドベンチャー The Poseidon Adventure (1972)
- タワーリング・インフェルノ The Towering Inferno (1974)
- 2300年未来への旅 Logan's Run (1976)
- スウォーム The Swarm  (1978)
- 世界崩壊の序曲 When Time Ran Out (1980)

### テレビシリーズ
- 原子力潜水艦シービュー号 Voyage to the Bottom of the Sea (1964-1970)
- 宇宙家族ロビンソン Lost in Space (1965-1968)
- タイムトンネル The Time Tunnel (1966-1967)
- マッシュ M*A*S*H (1972)

## 受賞とノミネート
| 賞           | 年   | 部門                          | 作品名                     | 結果 |
| ------------ | ---- | ----------------------------- | -------------------------- | ---- |
| アカデミー賞 | 1967 | 特殊視覚効果賞                | ドリトル先生不思議な旅     | 受賞 |
| アカデミー賞 | 1970 | 特殊視覚効果賞                | トラ・トラ・トラ!          | 受賞 |
| アカデミー賞 | 1972 | 特別業績賞 (視覚効果に対して) | ポセイドン・アドベンチャー | 受賞 |
| アカデミー賞 | 1976 | 特別業績賞 (視覚効果に対して) | 2300年未来への旅           | 受賞 |